# Machimus nevadensis
Machimus nevadensis là một loài ruồi trong họ Asilidae. Machimus nevadensis được Strobl miêu tả năm 1909. Loài này phân bố ở vùng Cổ Bắc giới.